# Herbst (1976)
Herbst (Осень Ossen) ist ein sowjetischer Spielfilm unter der Regie von Andrei Smirnow aus dem Jahr 1976.

## Handlung
Alexandra Nikitina, Sascha genannt, geschieden, eine Ingenieurin und der verheiratete Arzt Ilja Lumaschew, beide Anfang Dreißig, liebten sich in ihrer Jugend und waren einmal ein Paar. Beide kommen aus Leningrad, treffen sich nach vielen Jahren durch Zufall in einem Café wieder und beschließen, mehrere Tage in einer einsamen Gegend zu verbringen. 
Erster Tag
Sascha und Ilja steigen nach längerer Fahrt in einem kleinen Ort aus der Eisenbahn, nehmen sich ein Taxi, um zu dem einzeln stehenden Grundstück eines jungen Ehepaares mit einer etwa 8-jährigen Tochter  zu fahren, wo sie sich ein kleines Landhaus gemietet haben. Während der ganzen Fahrt existiert zwischen beiden eine Spannung und trotzdem können sie es nicht lassen, sich ständig zu küssen. Während des gemeinsamen Essens mit ihren Wirtsleuten, die denken, Sascha und Ilja sind ein Ehepaar, erzählen sie, dass sie sich kennenlernten, als sie zehn und sieben Jahre alt waren. Als sie vor zehn Jahren heiraten wollten, hat Sascha gekniffen und jetzt wollen sie noch einmal von vorn anfangen. Da die Getränke nicht mehr reichen, fahren Ilja und Eduard, der Vermieter, noch mit dem Motorrad in den nächsten Ort, um Nachschub zu holen, kommen aber erst sehr spät wieder, was Sascha sehr verärgert.
Zweiter Tag
Am nächsten Morgen blickt sie Ilja sehr verliebt an und bestätigt ihm, dass er ihr Liebster sei. Sie denken zurück, als sie noch jung verliebt waren und Sascha sagt ihm, dass sie ihn zappeln ließ, da ihr alles viel zu schnell ging, denn sie wollte ihn mit 17 noch nicht einmal küssen, obwohl sie ihn mochte. Als Ilja dann aus Trotz eine andere Frau geheiratet hat, dachte sie die Welt geht unter und wollte sich das Leben nehmen. Am Tage untersucht Ilja die Tochter der Wirtsleute, da sie Schmerzen hat, stellt fest, dass der Hals stark entzündet ist und sagt der Mutter, dass das Kind dringend in ein Krankenhaus gebracht werden muss. Am Abend unterhalten sich die beiden Frauen, wobei Dussja erzählt, dass sie nach einer schlechten Ernte in die Stadt gezogen sind, um dort zu arbeiten. Ihr Mann lernte in der Kantine eine junge Frau kennen, die keinen Mann ausließ. Auch Eduard ließ sich einfangen, bis sie die Nase von ihm voll hatte und er wieder reumütig zu Dussja zurückkehrte.
Dritter Tag
Sascha und Ilja stehen sehr zeitig auf, um mit einem Boot angeln zu fahren. Fast den ganzen Tag schweigen beide, bis beim anschließenden Braten der Fische über einem offenen Feuer, Sascha der Kragen platzt. Sie möchte endlich wissen woran sie ist, wie Ilja zu seiner Frau steht, doch die sieben gemeinsamen Jahre mit ihr beschäftigen ihn bereits seit längerer Zeit. Erst kurz vor der Rückfahrt in das Quartier gesteht er ihr, dass er sie liebt und ohne sie nicht mehr leben kann.
Vierter Tag
Den ganzen Vormittag gehen beide wortlos durch den Wald spazieren und verbringenden Rest des Tages und die Nacht im Bett.
Fünfter Tag
Am fünften Tag bleiben beide lange im Bett, da es draußen in Strömen regnet und unterhalten sich. Ilja erzählt, dass er wütend auf sich selbst ist, weil er sich nicht bereits früher von seiner Frau getrennt hat. Sascha will wissen, ob sie die Ehe zerstört hat, doch da gab es nichts mehr zu zerstören, denn eine Familie waren sie von Beginn an nicht. Jetzt mach jeder seins und sie leben nebeneinander her, von Liebe kann keine Rede sein. Sascha erwidert, dass sie ohne Liebe nicht sein kann und wenn sie mal ohne Liebe ist, muss sie eine erfinden. Sie will immer jemanden anhimmeln, wozu ist sie denn sonst überhaupt eine Frau. 
Sechster Tag
Am nächsten Morgen gehen beide in das nächste Dorf zur Post, damit Ilja mit seiner Frau in Leningrad telefonieren kann. Nach dem Telefongespräch schickt er Sascha nach Hause, wo sie auf seine Rückkehr wartet. Als er bis zum Abend noch nicht zurück ist, geht sie ihn suchen und findet ihn im Dorf in der Gaststätte, setzt sich zu ihm an den Tisch und trinkt auch ein Bier. Plötzlich fleht sie Ilja an, sie nicht zu verlassen, da sie ihn sehr liebe. Völlig verzweifelt wirft sie sich an seinen Hals und verspricht, alles für ihn zu tun, nur um mit ihm zusammen zu bleiben. Nur mit Mühe kann Ilja sie beruhigen, so dass sie nach Hause gehen können.
Siebenter Tag
Die Abreise steht kurz bevor, der Regen ist in Schneefall über gegangen. Allen fällt der Abschied schwer und Eduard bringt mit seiner Tochter das Paar zum Bus.
Achter und letzter Tag
Ilja bringt Sascha vom Bahnhof bis kurz vor ihre Wohnungstür, wo sie sich noch einmal heftig streiten. Sie sagt ihm, dass sie ihn nie geliebt hat und erhält dafür von Ilja eine Ohrfeige, der anschließend nach Hause geht. Allein will Sascha nicht in ihrer Gemeinschaftswohnung bleiben und geht zu ihrer Freundin Margo mit ihrer Familie. Da die Freundinnen  auch im gleichen Betrieb arbeiten, klären sie erst einmal, welche Schicht sie am nächsten Tag haben. Doch dann will Margo endlich wissen, wie die vergangene Woche mit Ilja verlaufen ist, worauf Sascha aber nicht antwortet. Sie hat nur die Bitte bei ihnen schlafen zu können. Mitten in der Nacht steht Sascha auf, zieht sich an und geht so schnell, wie möglich zu sich nach Hause. Ihre Hoffnung hat sich erfüllt, denn Ilja sitzt in ihrer Wohnung. Wie ein altes Ehepaar verbringen sie nun schweigend den Rest der Nacht in den Sesseln nebeneinander und warten auf den Morgen.

## Produktion und Veröffentlichung
Der von der Gruppe Dritte künstlerische Vereinigung der Mosfilm-Studios in Farbe gedrehte Film hatte am 26. April 1976 unter dem Titel Осень in der Sowjetunion Premiere und erreichte dort etwa 10 Millionen Zuschauer.
Eine erste Aufführung im deutschsprachigen Raum ist erst am 23. November 2019 im Berliner Zeughauskino nachzuweisen.